# Ukraine Today
Ukraine Today var en engelskspråkig nyhetskanal baserad i Kiev, Ukraina. Den lanserades 24 augusti 2014, som en motvikt till ryska Russia Today. TV-sändningerna stängdes 1 april 2016 och internet-sändningerna 1 januar 2017.
Ukraine Today ägdes av mediegruppen 1+1 Media. Den tillhör oligarken Ihor Kolomojskyj, en av Ukrainas rikaste personer och en av finansiärerna för Azovbataljonen.
Ukraine Today var den andra engelskspråkiga nyhetskanalen i Ukraina. Den första var Ukraine News One, som slutade sina sändningar i juni 2014.